# Satomi Akesaka
Satomi Akesaka (明坂 聡美 Akesaka Satomi?,  Saitama, Prefectura de Saitama, 2 de enero de 1988) es una actriz, seiyū y cantante japonesa, afiliada a Amuleto. Algunos de sus roles más destacados incluyen el de Hina Satou en Tesagure! Bukatsu-mono, Taeko Nomura en Coppelion, Mutsuki en Danchigai, krkr en Gdgd Fairies, Teruha Andō en Shōjo-tachi wa Kōya wo Mezasu, Yūki Asano en Kyō no Go no Ni, Miho Edogawa en Level E y Natsume en Zettai Shougeki: Platonic Heart.  
Akesaka también ha interpretado roles secundarios en diversas series de anime, incluyendo a Esdeath en Akame ga Kill, Vardaenn Engage Planet Kiss Dum, Mari Kurokawa en Gate, Arsene en Tantei Opera Milky Holmes, Miho en Suzuka y Kanon en Pretty Rhythm.

## Vida personal
El 30 de junio de 2018, Akesaka anunció que se retiraría de sus actividades musicales debido a que estaba sufriendo de una pérdida repentina de audición y que se graduaría de su banda, Roselia, en septiembre del mismo año. Sin embargo, continuará trabajando como seiyū.

## Filmografía

### Anime
2004
- Koi Kaze, Futaba Anzai

2005
- Suzuka, Miho Fujikawa
- Mushi-Shi, Nami

2006
- Onegai My Melody, Kou Usui
- Renkin 3-kyuu Magical? Pokahn, Aiko
- Himawari!, Tsubaki Kazama
- Galaxy Angel Rune, Nano-Nano Pudding
- Katekyō Hitman Reborn!, Chrome Dokuro

2007
- Jinzo Konchu Kabuto Borg VxV, Rika
- Himawari Too!!, Tsubaki Kazama
- Idolmaster: Xenoglossia, Suzushiro
- Engage Planet Kiss Dum, Varda
- Lucky☆Star, Matsuri Hiiragi
- Night Wizard The Animation, Mayuri Wanstein
- Goshūshō-sama Ninomiya-kun, Hinako Ayakawa

2008
- Shugo Chara!, Kotone Himeno (ep 49), Manami, Paaru (ep 36-37)
- Sekirei, Kuno
- Kannagi: Crazy Shrine Maidens, Art club member, Female student (ep 8-9, 11), Waitress (ep 6)
- Shugo Chara!! Doki—, Manami, Nami (ep 78)
- Kyō no Go no Ni, Yuki Asano

2009
- Guin Saga, Milal
- Umi Monogatari ~Anata ga Ite Kureta Koto~, Ichikawa
- Aoi Hana, Amy

2010
- Seikon no Qwaser, Lulu Shiizaki
- Hime Chen! Otogi Chikku Idol Lilpri, Momoka Hoshino
- Mitsudomoe, Futaba Marui
- Tantei Opera Milky Holmes, Arsène

2011
- Oniichan no Koto Nanka Zenzen Suki Janain Dakara ne!!, Kosutomo
- Mitsudomoe Zōryōchū!, Futaba Marui
- Level E, Miho Edogawa
- Battle Girls - Time Paradox, Ieyasu Tokugawa, Tokunyan
- Denpa Onna to Seishun Otoko, Ryūko's kōhai
- Softenni, Kurusu Fuyukawa
- Pretty Rhythm Aurora Dream, Kanon Tōdō
- Seikon no Qwaser II, Ruru Shiizaki
- Baka to Test to Shōkanjū, 3rd grade girl B
- Maken-Ki! Battling Venus, Yang Ming
- gdgd Fairies, Fusako Mochida

2012
- Recorder and Randsell, Kishima-san
- Another, Samu Watanabe
- Gokujyo, Madoka Owada
- Recorder and Randsell Re, TV
- Ginga e Kickoff!!, Kazue Ota
- Pretty Rhythm: Dear My Future, Chae Kyoung, Kanon Tōdō
- Jinrui wa Suitai Shimashita, Child, Fairy, Girl (ep 3), Hamster (Special 3)
- Sword Art Online, Moderator

2013
- Hakkenden: Tōhō Hakken Ibun, Ayane Mizuki
- Majestic Prince, Naomi
- Date A Live, Shiizaki
- Joujuu Senjin!! Mushibugyo, Haru
- Fantasista Doll, Anne (ep 7-11), Edmonton (ep 7)
- Futari wa Milky Holmes, Arsène
- Coppelion, Taeko Nomura

2014
- Akame ga Kill!, Esdeath
- Tesagure! Bukatsu-mono Encore, Hina Satō
- Wake Up, Girls!, Reina Suzuki
- Yu-Gi-Oh! ARC-V, Ayu Ayukawa

2015
- Urawa no Usagi-chan, Tokiwa Kamikizaki[3]
- Danchigai, Mutsuki Nakano[4]
- Tantei Kageki Milky Holmes TD, Henriette Mystere
- Gate: Jieitai Kanochi nite, Kaku Tatakaeri, Mari Kurokawa
- Noragami Aragato, Kazuza, Karuha

2016
- Shōjo-tachi wa Kōya wo Mezasu, Teruha Andō
- Nanbaka, Momoko Hyakushiki

2017
- BanG Dream!, Rinko Shirokane

2018
- Gakuen Babysitters, Maria Inomata

#### OVAs
- Koharu Biyori (2007), Minori (también interpretó el tema de cierre)[5]
- Lucky☆Star (2008), Matsuri Hiiragi
- Zettai Shougeki: Platonic Heart (2008), Natsume Honma

### Videojuegos
- Action Taimanin, Onisaki Kirara
- ASH: Archaic Sealed Heat, Aisya
- Atelier Meruru, Meruru
- BanG Dream! Girls Band Party!, Rinko Shirokane
- Busou Shinki Battle Masters Mk.2, Vervietta
- Disgaea 5: Alliance of Vengeance, Usalia
- Fate/Grand Order, Katō Danzō
- Galaxy Angel II, Nano-Nano Pudding
- Granblue Fantasy, Lamretta
- Hyper Galaxy Fleet, Hagiwara Yurian
- League of Legends, Sejuani
- Reborn! series, Chrome Dokuro
- Rune Factory 4, Selzauide
- Seven Deadly Sins Grand Cross, [Mastermind] Mage Lillia
- Shōjotachi wa Kōya o Mezasu, Teruha Andō
- Under Night In-Birth, Eltnum